# Germinal (wijk)
Germinal is een wijk in de gemeente Evere in het Brussels Hoofdstedelijk Gewest. De wijk ligt centraal in de gemeente.

## Verkeer en vervoer
In de buurt ligt de tram- en bushalte Lekaerts